# Yvan Quenin
Yvan Quenin (Monaco, 1º marzo 1920 – Monaco, 27 luglio 2009) è stato un cestista e dirigente sportivo francese.

## Carriera
Con la Francia disputò i Giochi olimpici di Londra 1948.